# Kia KM420
Kia KM420 (K131) — як позашляховий автомобіль Збройних сил Республіки Корея) — південнокорейський повнопривідний легковий автомобіль підвищеної прохідності (позашляховик).

## Історія
Розроблений у 1997 для заміни у військах KM410 на базі цивільної автівки Kia Sportage. З того часу виготовлено більш ніж 23000 екземплярів.

## Конструкція
Ця машина конструктивно маркою 4×4 розроблена для транспортування вантажів, людей і буксирних трейлерів на всіх типах доріг. Може перевозить 5 пасажирів та водія (4 пасажири ззаду) або 540 кг вантажу.
На автівки серії KM420 може монтуватися або дизель RF-TCI (2 л, 91 к.с.) або бензиновий двигун FE-DOHC (2 л, 139 к.с.).

## Варіанти

### Цивільні
- Kia Retona

### Мілітарні
- Kia KM421 — розвідувальний варіант
- Kia KM422 та KM423 — носій для ПТРК TOW
- Kia KM424 — носій для 106-мм безвіткатної гармати
- Kia KM426 — носій для 40-мм автоматичного гранатомету